# Dracaena dawei
Dracaena dawei là một loài thực vật có hoa trong họ Măng tây. Loài này được Byng & Christenh. miêu tả khoa học đầu tiên năm 2018.